# Miré
Miré is een gemeente in het Franse departement Maine-et-Loire (regio Pays de la Loire). De plaats maakt deel uit van het arrondissement Segré. Miré telde op 1 januari 2022 1.050 inwoners.

## Geografie
De oppervlakte van Miré bedroeg op 1 januari 2022 17,73 vierkante kilometer; de bevolkingsdichtheid was toen 59,2 inwoners per km².

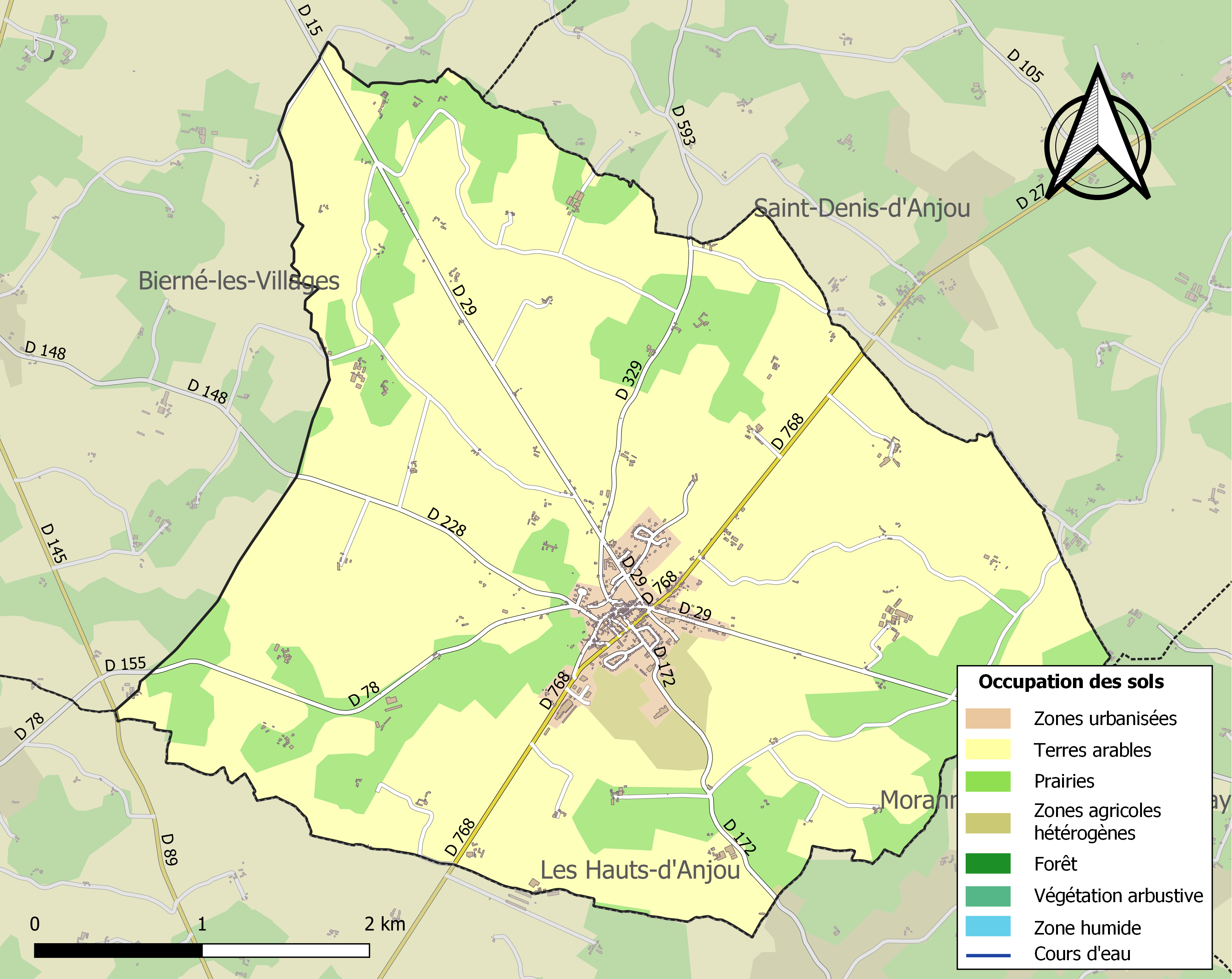
Kaart van de gemeente met de belangrijkste infrastructuur, bodemgebruik en omliggende gemeenten

## Demografie
Onderstaande figuur toont het verloop van het inwonertal (bron: INSEE-tellingen).